# Biblioteca Fort Pienc - Ana María Moix
La biblioteca del Fort Pienc és una de les 255 biblioteques de la Xarxa de Biblioteques Municipals de Barcelona.